# 佘世光
佘世光（1924年—），曾用名姚亦沙，笔名黎堡，男，安徽铜陵人，中国报刊活动家，曾任第六届全国政协委员。